# L'Inspecteur (série de films)
 (janvier 2012).
Si vous disposez d'ouvrages ou d'articles de référence ou si vous connaissez des sites web de qualité traitant du thème abordé ici, merci de compléter l'article en donnant les références utiles à sa vérifiabilité et en les liant à la section « Notes et références ».
L'Inspecteur (The Inspector) est une série américaine de 34 courts métrages d'animation diffusés entre 1964 et 1969 par les studios DePatie-Freleng, d'abord au cinéma puis à la télévision.
En France, la série est diffusée en 1989 dans l'émission Ça cartoon sur Canal+.
La série est basée sur le personnage principal des films de la saga La Panthère rose : l'inspecteur français Clouseau. Bien que le nom de Clouseau ne soit pas prononcé dans la série, les traits et caractéristiques du personnage animé démontrent qu'il s'agit bien d'une caricature de Peter Sellers, l'acteur qui incarnait l'inspecteur dans les films, rôle repris plus tard par Steve Martin.

## Synopsis
Un inspecteur parisien maladroit mais qui se croit très doué et se montre sûr de lui, néglige tous les indices permettant de résoudre les enquêtes qu’il mène. S'il finit par trouver la solution, c'est toujours par pure chance et hasard.

## Fiche technique
- Titre français : L'Inspecteur
- Titre original : The Inspector
- Réalisateur : Friz Freleng
- Scénariste : John Dunn
- Musique : Henry Mancini, William Lava
- Production : Friz Freleng, David H. DePatie
- Société de production : DePatie-Freleng Enterprises
- Pays d'origine :  États-Unis
- Langue : anglais
- Nombre d'épisodes : 34
- Durée : 6 minutes
- Dates de première diffusion :
  - États-Unis : 21 décembre 1965 – 14 mai 1969 (au cinéma)
  - France : 1989 (télévision)

## Voix originales
- Pat Harrington Jr.
- Paul Frees
- Don Messick
- Larry Storch
- Marvin Miller
- Mark Skor

## Liste des épisodes
Les titres sont principalement des calembours entre langue française et expressions anglaises (utilisant parfois des mots français).
1. 27 décembre 1965 : The Great DeGaulle Stone Operation
2. 1er février 1966 : Reaux, Reaux, Reaux Your Boat
3. 2 février 1966 : Napoleon Blown-Aparte
4. 9 mars 1966 : Cirrhosis Of The Louvre
5. 5 avril 1966 : Plastered in Paris
6. 15 juin 1966 : Cock-A-Doodle Deux Deux
7. 24 juin 1966 : Ape Suzette
8. 25 août 1966 : The Pique Poquette Of Paris
9. 23 septembre 1966 : Sicque ! Sicque ! Sicque !
10. 26 octobre 1966 : That's Not Lady ... That's Notre Dame!
11. 9 novembre 1966 : Unsafe And Seine
12. 30 décembre 1966 : Toulouse La Trick
13. 1er février 1967 : Sacre Bleu Cross
14. 17 mai 1967 : Le Quiet Squad
15. 22 mai 1967 : Bomb Voyage
16. 24 mai 1967 : Le Pig-Al Patrol
17. 30 mai 1967 : Le Bowser Bagger
18. 29 juin 1967 : Le Escape Goat
19. 3 juillet 1967 : Le Cop On Le Rocks
20. 16 août 1967 : Crow De Guerre
21. 20 septembre 1967 : Canadian Can-Can
22. 25 octobre 1967 : Tour De Farce
23. 20 décembre 1967 : The Shooting Of Caribou Lou
24. 7 février 1968 : London Derriere
25. 21 mars 1968 : Les Miserobots
26. 28 mars 1968 : Transylvania Mania
27. 26 avril 1968 : Bear De Guerre
28. 13 juin 1968 : Cherche Le Phantom
29. 7 juillet 1968 : Le Great Dane Robbery
30. 24 juillet 1968 : La Feet's Defeat
31. 24 juillet 1968 : Le Ball And Chain Gang
32. 22 janvier 1969 : French Freud
33. 26 février 1969 : Pierre And Cottage Cheese
34. 14 mai 1969 : Carte Blanched